# Isskogel
Der Isskogel ist ein 2264 m ü. A. hoher Berg in den Kitzbüheler Alpen im österreichischen Bundesland Tirol, der touristisch stark erschlossen ist. Es handelt sich um den Hausberg von Gerlos.

## Umgebung
Der Berg liegt nördlich des Gerlospasses. Benachbarte Berge sind im Osten die 2315 m hohe Königsleitenspitze und im Westen das 2558 m hohe Kreuzjoch. Nächstgelegener Ort neben Gerlos ist Königsleiten.

## Touristische Erschließung
Ein Wanderwegenetz und zahlreiche Skilifte erschließen den Isskogel, der Teil des Skigebiets Zillertal Arena ist. Mit der im Sommer und Winter betriebenen Isskogelbahn führt eine Bergbahn bis auf eine Höhe von rund 1.900 m. Von dort sind Abfahrten mit dem Mountainbike möglich.

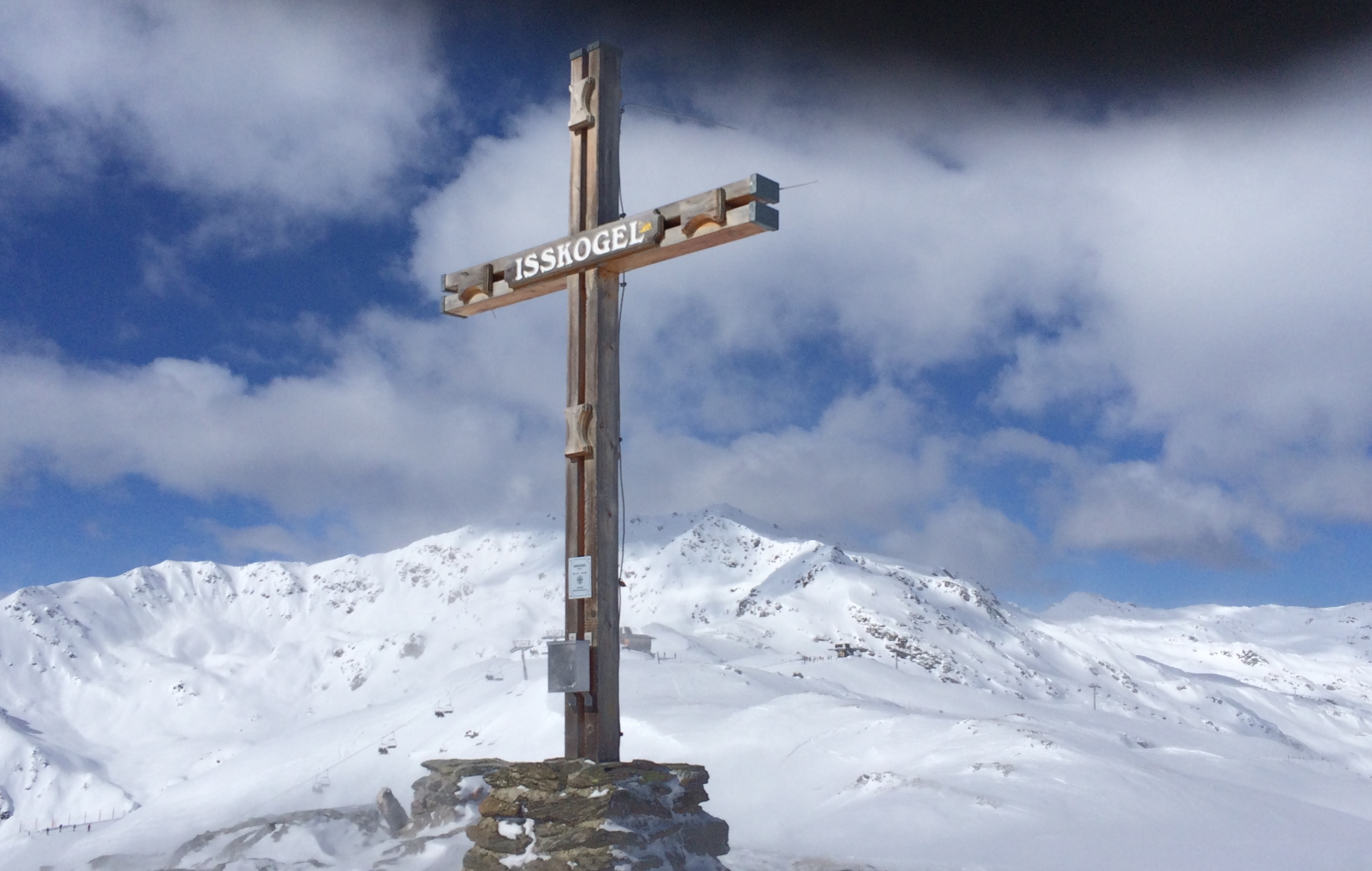
Gipfelkreuz im Winter
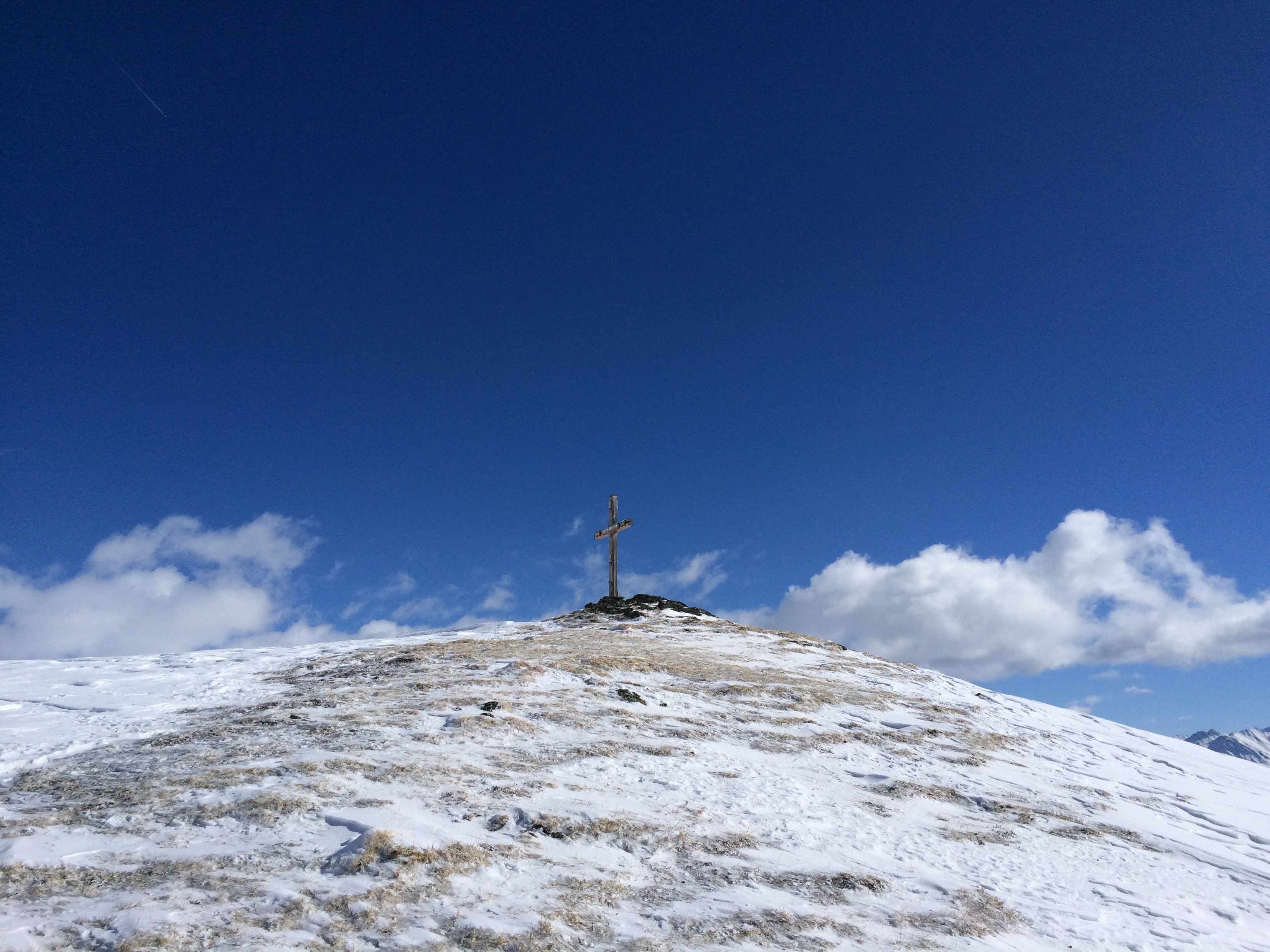
Gipfelbereich im Winter